# Another side of ＃AAABEST
『Another side of #AAABEST』（アナザー・サイド・オブ・トリプルエーベスト）は、2012年3月21日にavex traxから発売されたAAAの3枚目のベストアルバム。

## 解説
- AAAにとって『#AAABEST』以来3枚目のベストアルバムである。
- ファン投票で選ばれた楽曲が収録されている[1]。
- ファン投票はAAAオフィシャルファンクラブ「AAAParty」の会員1万人以上を対象に行われ、得票数の多かった上位12曲が収録された。得票数が最も多かったのは、CDとして発売されていなかった配信限定曲（TanoCa限定曲）の「Thank you」であった。これにより「Thank you」はCD化されることになった[2]。
- CD-2（ジャケットA）には7人のメンバーそれぞれによるソロカヴァー曲が収録されている。
- DVD（ジャケットA・ジャケットB）には『#AAABEST』に収録されなかったミュージックビデオが全収録された。また、初収録となる「WISHES」のミュージックビデオは、それまでに行われてきた各ライブの映像が収録されているミュージックビデオとなっている。
- タイトル一部の「#AAABEST」はTwitterのハッシュタグ（頭文字に#を使用する）になぞらえたものである。
- ジャケットA（初回生産限定盤）はCD2枚とDVDと初のグッズ化となるトレカファイル付き、ジャケットBはCDとDVD、ジャケットCはCDのみの3形態で発売された。

## 発売形態

### 発売形態表
| 販売型         | Disc                   | 収録簡易内容                          |
| -------------- | ---------------------- | ------------------------------------- |
| 初回限定生産盤 | 2CD+DVD+トレカファイル | CD1:M1〜M12 CD2:M1〜M7 DVD:Music Clip |
| 通常盤         | CD+DVD                 | CD:M1〜M12 DVD:Music Clip             |
| 通常盤         | CDonly                 | CD:M1〜M12                            |

## 収録内容

### CD
1. One Night Animal (4:39)
18thシングル『BEYOND〜カラダノカナタ』の2曲目に収録。アルバム初収録。
2. Mosaic (4:36)
20thシングル『旅ダチノウタ』の2曲目に収録。
3. HORIZON (3:56)
4thオリジナルアルバム『depArture』の9曲目に収録。
4. Jamboree!! (5:15)
『depArture』の4曲目に収録。
5. 出逢いのチカラIII (6:08)
『depArture』の6曲目に収録。
6. Believe own way (5:12)
5thオリジナルアルバム『HEARTFUL』の11曲目に収録。
7. As I am (5:42)
『HEARTFUL』の7曲目に収録。
8. Love@1st Sight (4:58)
6thオリジナルアルバム『Buzz Communication』の9曲目に収録。
9. one more tomorrow (5:15)
『Buzz Communication』の5曲目に収録。
10. STEP (4:20)
『Buzz Communication』の7曲目に収録。
11. Thank you (6:12)
『TanoCa』限定配信第1弾シングル。初CD化。
12. I4U (4:42)
29thシングル『CALL/I4U』の2曲目に収録。アルバム初収録。

### CD DISC2(初回限定生産盤)
1. Winter lander!! (4:10)
メンバーソロカバー（西島隆弘 ver.）
2. チューインガム (5:18)
メンバーソロカバー（宇野実彩子 ver.）
3. ZERØ (3:24)
メンバーソロカバー（浦田直也 ver.）
4. 唇からロマンチカ (4:04)
メンバーソロカバー（日高光啓 ver.）
5. 旅ダチノウタ (5:02)
メンバーソロカバー（與真司郎 ver.）
6. あきれるくらいわがままな自由 (4:44)
メンバーソロカバー（末吉秀太 ver.）
7. One Night Animal (4:37)
メンバーソロカバー（伊藤千晃 ver.）

### DVD
1. ZERO
2. Jamboree!!
3. Summer Revolution
4. Hide & Seek
5. Find you
6. FIELD
7. Dream After Dream 〜夢から醒めた夢〜
8. STEP
9. WISHES